# FAM237A
FAM237A (англ. Family with sequence similarity 237 member A) – білок, який кодується однойменним геном, розташованим у людей на 2-й хромосомі. Довжина поліпептидного ланцюга білка становить 181 амінокислот, а молекулярна маса — 20 560.
| 10         |  | 20         |  | 30         |  | 40         |  | 50         |
| ---------- |  | ---------- |  | ---------- |  | ---------- |  | ---------- |
| MADPGNRGGI |  | HRPLSFTCSL |  | LIVGMCCVSP |  | FFCHSQTDLL |  | ALSQADPQCW |
| ESSSVLLLEM |  | WKPRVSNTVS |  | GFWDFMIYLK |  | SSENLKHGAL |  | FWDLAQLFWD |
| IYVDCVLSRN |  | HGLGRRQLVG |  | EEEKISAAQP |  | QHTRSKQGTY |  | SQLLRTSFLK |
| KKELIEDLIS |  | MHVRRSGSSV |  | IGKVNLEIKR |  | K          |  |            |

A: Аланін

C: Цистеїн

D: Аспарагінова кислота

E: Глутамінова кислота

F: Фенілаланін

G: Гліцин

H: Гістидин

I: Ізолейцин

K: Лізин

L: Лейцин

M: Метіонін

N: Аспарагін

P: Пролін

Q: Глутамін

R: Аргінін

S: Серин

T: Треонін

V: Валін

W: Триптофан

Локалізований у мембрані.